# Ophiomyia placida
Ophiomyia placida este o specie de muște din genul Ophiomyia, familia Agromyzidae, descrisă de Spencer în anul 1963. Conform Catalogue of Life specia Ophiomyia placida nu are subspecii cunoscute.